# 大学校 (1869年)
大学校（だいがっこう）は、明治2年7月（1869年8月）、明治新政府により東京に設立された官立教育機関群、もしくは教育行政官庁。この記事では改称後の「大学」（だいがく）、後身機関である「大学南校」（だいがくなんこう）および「大学東校」（だいがくとうこう）についても述べる。

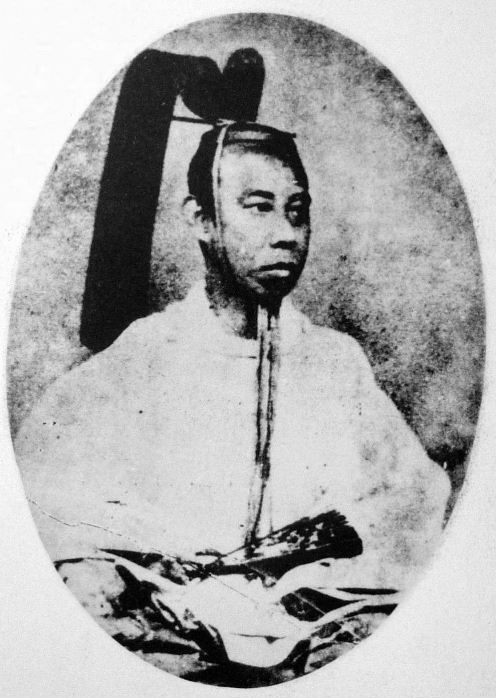
大学校の長官（学長）たる「大学別当」に任じられた松平春嶽

## 概要
旧幕府から継承された昌平学校・開成学校・医学校の3校を統合し、旧昌平学校系を中心とする官立教育機関として構想され、それは同時に全国の学校行政を統轄する官庁を兼ねるものとされた。その後「大学」と改称されたが、内部では洋学系と国学・漢学系の対立に悩まされ、中枢機関である「本校」が早々と休止に追い込まれ、行政官庁としては「大学」を廃止して文部省が新設されたため、単一の教育機関としてはほとんど機能しなかった。しかしこの過程で国学者・漢学者に対する洋学者の優位が確立され、以降は彼らを中心にして、のちの東京大学を頂点とする近代的公教育の制度・体系が構築されていくことになった。文部省（文部科学省）の前身であるとともに東京大学の源流諸機関の一つとされ、特に「大学南校」は東大法・理・文3学部の、「大学東校」は同医学部の前身となっているが、両校を完全に統合して単一の「大学」とする構想は、1877年の（旧）東京大学発足によっても果たされず、1881年の東大の組織改革によってようやく実現したとみられている。

## 沿革
慶応4年4月（1868年5月）、新政府の江戸入城・占領にともない、江戸幕府直轄の教学機関であった儒学中心の昌平坂学問所（昌平黌）、洋学中心の開成所、医学（西洋医学）中心の医学所は接収され、6月から9月にかけて3校を再開し、それぞれ昌平学校・開成学校・医学校と改称された。翌明治2年（1869年）6月、新政府は直轄の教育機関、および全国府藩県の学校行政を統括する官庁の設立をはかりその制度を定め、先述の3校を統合し7月8日（新暦8月15日）「大学校」として設立、長官（学長）に相当する「大学別当」には松平春嶽が任じられた。
この大学校は、昌平学校を改編し国学・漢学を講じる「本校」と、開成学校・医学校兼病院（医学校の後身）・兵学校の「分局」から構成されるものとした。当時の組織は、先述の「大学別当」と次官たる「大少監」「大少丞」、教官はそれぞれ大・中・少の「博士」「助教」から構成されており、集議院と弾正台の間の席次に位置する官庁とされた。明治2年12月17日（1870年1月18日）、大学校が「大学」と改称されると、大学本校の南に所在していた旧開成学校は「大学南校」、東に所在していた医学校は「大学東校」と改称された。
教授される学科については、「大学校」設立時に昌平学校に下された「達」によると、教育内容について（明治維新の指導理念となった）国学・神道（皇学）に優位を置きつつも、必ずしも国学至上主義ではなく漢学・洋学も講究すべきであるとし、とくに実学重視の立場から科学・兵学・医学を中心とする洋学が重要としている。だがその後明治3年2月（1870年3月）に制定された「大学規則」「中小学規則」では、国学・神道重視の姿勢は後退し、従来のような「国学・儒学・洋学」という国別の教科区分ではなく、「教科・法科・理科・医科・文科」という洋学的な教科区分が採用された。
しかし大学本校で紛争（後出）が生じたため、本校は明治3年7月12日（1870年8月8日）に閉鎖、洋学系の大学南校・大学東校は独立し、この頃より次第に洋学者が国学者・漢学者を圧倒するようになった。ついで明治4年7月18日（1871年9月2日）文部省設置とともに「大学」自体が廃止され、7月21日（新暦9月5日）文部省の管轄下に入った大学南校・東校はそれぞれ「南校」・「東校」と改称、明治5年8月（1872年9月）の学制により両校は「中学校」ついで「専門学校」と規定された。その後南校は「開成学校」（のち東京開成学校）、東校は「東京医学校」と改称され、1877年（明治10年）10月に発足する（旧）東京大学（東京帝国大学の前身）の構成母体となる。

## 大学本校
御茶の水の旧昌平黌（現・湯島聖堂）に設置された。国学・漢学講義を担当したが、建前上は国学（皇学）第一とされていたため、江戸幕府以来の旧昌平黌出身の漢学教官と、京都にあった旧皇学所出身の国学教官の間に対立が絶えず、丸山作楽などの国学派がその地位を誇って儒学派を排斥したのに対し、水本成美ら儒学派は儒教は必ずしも外来思想ではないと主張した。明治2年8月2日（1869年9月7日）大学校で挙行された「学神祭」において、国学派が従来の孔子に代えて「八意思兼命」を祀ったことを発端に「学神祭論争」が起こった。さらに学内対立は、上記「大学規則」（明治3年2月制定）をめぐる洋学派・反洋学派（国学・儒学両派）間の論争など、深刻な派閥紛争に発展したため、明治3年7月12日（1870年8月8日）には学制改革を名目にして当分休校となり、再開されることなくそのまま廃校となった。これにより旧幕時代以来の昌平黌による漢学・儒学教育は断絶した。
高等教育の中で大きく後退をよぎなくされた国学者・儒学者が復権するのは、（旧）東京大学発足にともなう、文学部「和漢文学科」および「古典講習科」の設置以降のことである。

## 大学南校

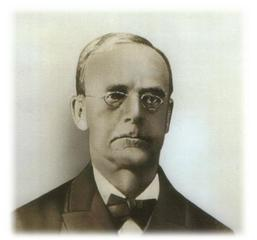
フルベッキ / 大学南校教師・開成学校教頭

神田一ツ橋（錦町）の旧開成所跡に設置された。洋学教育を担当し、明治3年7月の「本校」閉鎖後に制定された「大学南校規則」によれば、外国人教師による外国語の課程である「正則」、日本人教師による日本語の課程である「変則」から構成され、外国語学・西洋地歴・数学などを科目とする「普通科」修了ののち法理文の各「専門科」に進学することになっていた。また、同年以降、各藩からの貢進生募集（259藩より300余名）や海外への官費留学生派遣（日本最初の欧米留学生は南校からの派遣である）などの施策も行った。明治6年には明六社へ参画。
その後、文部省への移管と「南校」への改称（明治4年7月）をへて、9月25日（新暦11月7日）に南校は一時閉鎖され10月に再開された。この時「変則」課程は廃止されて「正則」のみとなり、また貢進生制度も廃止され新たに学生が募集され入学試験により入学が許可された。当初予定されていた「専門科」の設置は、それを修める程度の学力に達する生徒がほとんどいなかったため放棄され、「普通科」すなわち外国語教育に重点がおかれることになった。この結果南校はフルベッキの指導下で、中等学校相当の学校となった。
明治5年（1872年）の学制により南校は「第一大学区第一番中学」、1873年（明治6年）専門学校（後年の専門学校令に準拠した旧制専門学校とは異なる）となって開成学校と改称し、1874年ついで「東京開成学校」に改称された。
開成学校への改称後、校地は東京大学法理文3学部に継承された（その後現在地の東大本郷校地に順次移転）。

## 大学東校

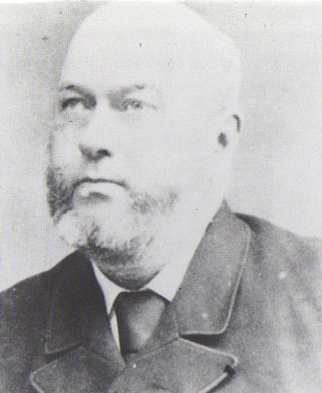
W・ウィリス / 初期の医学校・大学東校教師

下谷御徒町の旧医学所跡に設置された。西洋医学教育を担当し、「本校」閉鎖後に制定された「大学東校規則・舎則」によると普通教育を履修する「予科」と、予科を修了した学生が進学する専門課程の「本科」からなり、両科はさらに正規課程を履修する「正則」と短期速修の「変則」に分けられていた。東校ではイギリス公使館附医師W・ウィリスを教師としていたこともあって当初はイギリス医学を中心としていたが、設立当初からドイツ医学採用を求める学内の声が高まり、明治4年（1871年）7月、「東校」への改称後、プロイセンよりミュレル・ホフマンらが招聘され教授として着任した。慶應義塾出身の松山棟庵（慶應義塾医学所校長、東京慈恵会医科大学創立者）も大学東校大教授として着任した。なお、この後も印東玄得などは慶應義塾医学所ではイギリス医学を試みた。
その後9月25日（新暦11月7日）、東校は南校と同様にいったん閉鎖したのち学則を改正して10月に再開、入学試験を実施して学力優秀者の再入学を許可した。さらに明治5年（1872年）7月、変則の全廃とともに予科・本科における学科・課程の改定が行われ、これ以後はドイツ医学への転換が進行することとなった。8月の「学制」制定により東校は「第一大学区医学校」ついで「東京医学校」と改称されたが、ドイツ医学重視の流れは東京大学医学部に継承された。
下谷の校地は東京医学校に継承されたが、その後、病院の所在地であった神田和泉町へ、ついで1876年（明治9年）に東大医学部の現在地である東大本郷校地に移転された。

## 関連文献
単行書
- 寺崎昌男 『東京大学の歴史：大学制度の先駆け』 講談社学術文庫、2007年 ISBN 9784061597990
- 天野郁夫 『大学の誕生（上）：帝国大学の時代』 中公新書、2009年 ISBN 9784121020048

事典項目
- 麻生誠 「高等教育〈学制以前〉」「昌平学校」「大学南校・大学東校」 『日本近代教育史事典』 平凡社、1971年
- 宮崎ふみ子 「大学東校」 『洋学史事典』 雄松堂出版、1984年
- 梅渓昇 「大学南校」 同上
- 寺崎昌男 「大学南校」 『日本史大事典』第4巻 平凡社、1993年
- 同 「大学南校」 『日本歴史大事典』第2巻 平凡社、2000年